# Callophrys paulae
Callophrys paulae är en fjärilsart som beskrevs av Pfeiffer 1932. Callophrys paulae ingår i släktet Callophrys och familjen juvelvingar. Inga underarter finns listade i Catalogue of Life.